# Смоленка (Псковская область)
Смоленка — деревня в Бережанской волости Островского района Псковской области.
Расположена на северном побережье озера Гороховое, в 8 км к югу от центра города Остров. Западнее от Смоленки находится Спортивно-оздоровительный центр «Юность» по подготовке лыжников-гонщиков и биатлонистов общероссийского уровня и детские лагеря.
У деревни Смоленка находятся длинные курганы — родовые захоронения периода первых славянских поселений с VI по VIII век. Учёные выяснили, что славяне кремировали не только людей, но и животных.

## Население
| 2001 | 2002 | 2010 |
| ---- | ---- | ---- |
| 20   | ↘12  | ↘11  |

Численность населения деревни по состоянию на 2000 год составляла 20 жителей.